# Resto de supernova de Gamma Cygni
El resto de supernova de Gamma Cygni, también llamado SNR G078.2+02.1, G78.2+2.1 y 1E 2019.0+4015, es un resto de supernova situado en la constelación del Cisne.
Fue descubierto en la década de 1970, cuando observaciones en dirección a Cygnus X mostraron la presencia de una emisión de radio no térmica procedente de esta radiofuente.
Posteriormente, en 1977 Lloyd A. Higgs y colaboradores confirmaron la naturaleza de este objeto como un resto de supernova con un diámetro de 62 minutos de arco.

## Morfología
En banda de radio, este objeto es uno de los mejores ejemplos de un resto de supernova con caparazón o concha.
Por su parte, la imagen de rayos X de este resto de supernova muestra también una estructura de caparazón similar a su imagen de radio. La emisión de rayos X del resto de supernova de Gamma Cygni es característico de un resto de supernova adiabático joven que probablemente se expande dentro de la cavidad creada por el viento estelar del progenitor.
Su frente de choque viaja a una velocidad de 800 km/s aproximadamente.
Asimismo, se ha observado que su emisión sincrotrón no térmica tiene una forma esférica casi perfecta.
Un tenue caparazón al noroeste de este resto de supernova es visible en banda de radio, infrarrojo e hidrógeno neutro, pudiendo estar asociado con un desparramamiento local de la onda expansiva en un medio de menor densidad. Una nube aislada, probablemente acelerada por la onda expansiva, muestra una considerable estructura en emisión de hidrógeno neutro, lo que sugiere que bien la nube está comenzando a disolverse dentro del resto de supernova o bien está interactuando con el gas adyacente.

## Remanente estelar
El telescopio Fermi-LAT permitió identificar el brillante púlsar de rayos gamma PSR J2021+4026 —cuyo equivalente en rayos X es 2XMM J202131.0+402645— posiblemente asociado al resto de supernova de Gamma Cygni.
Las pulsaciones en rayos X de este remanente estelar fueron detectadas en 2013, siendo su período de 265 ms, pero no se han percibido pulsaciones en banda de radio.

## Edad y distancia
Si se considera que está en la fase de expansión adiabática de Sedov, al resto de supernova de Gamma Cygni le corresponde una edad de 6600 años.
Otras estimaciones le otorgan una edad comparable de 6000, 7000 u 8250 años.
Diferentes estimaciones de la distancia a la que se encuentra este resto de supernova son 1500, 1700
 y 2000 pársecs. Considerando esta última distancia, el radio de este resto de supernova es de 13 - 17 pársecs.